# Paul Haarhuis
Paul Haarhuis (* 19. Februar 1966 in Eindhoven) ist ein ehemaliger niederländischer Tennisspieler. Er ist sechsfacher Grand-Slam-Sieger im Herrendoppel; in dieser Disziplin führte er 69 Wochen lang die Tennisweltrangliste an.

## Karriere
Seine höchste Weltranglistenposition erreichte er im Einzel mit Platz 18 im Jahr 1995. In seiner Laufbahn gewann er zwar nur einen Titel im Einzel, allerdings 54 im Doppel, die meisten davon mit seinem Landsmann Jacco Eltingh.
Bei den Olympischen Spielen 1996 belegten die beiden den vierten Platz in der Doppelkonkurrenz.
Von 1990 bis 2005 spielte er 49 Partien für die niederländische Davis-Cup-Mannschaft, in denen er 38 Siege feiern konnte.
Seit dem 1. Januar 2014 ist Paul Haarhuis Teamchef der niederländischen Fed-Cup-Mannschaft.

## Erfolge
| Legende (Anzahl der Siege)                                |
| Grand Slam (6)                                            |
| Tennis Masters Cup (2)                                    |
| ATP Masters Series (10)                                   |
| ATP Championship Series ATP International Series Gold (5) |
| ATP World Series ATP International Series (32)            |
| ATP Challenger Tour (2)                                   |

### Einzel

#### Turniersiege

##### ATP Tour
| Nr. | Datum           | Turnier | Belag     | Finalgegner   | Ergebnis |
| --- | --------------- | ------- | --------- | ------------- | -------- |
| 1.  | 15. Januar 1995 | Jakarta | Hartplatz | Radomír Vašek | 7:5, 7:5 |

##### Challenger Tour
| Nr. | Datum            | Turnier   | Belag     | Finalgegner     | Ergebnis      |
| --- | ---------------- | --------- | --------- | --------------- | ------------- |
| 1.  | 19. Februar 1989 | Lagos (1) | Hartplatz | Karel Nováček   | 4:6, 7:6, 6:4 |
| 2.  | 10. Februar 1991 | Lagos (2) | Hartplatz | T. J. Middleton | 6:3, 6:3      |

#### Finalteilnahmen
| Nr. | Datum            | Turnier              | Belag         | Finalgegner      | Ergebnis      |
| --- | ---------------- | -------------------- | ------------- | ---------------- | ------------- |
| 1.  | 5. April 1992    | Singapur             | Hartplatz     | Simon Youl       | 4:6, 1:6      |
| 2.  | 9. Januar 1994   | Doha                 | Hartplatz     | Stefan Edberg    | 3:6, 2:6      |
| 3.  | 20. Februar 1994 | Philadelphia         | Teppich (i)   | Michael Chang    | 3:6, 2:6      |
| 4.  | 19. Februar 1995 | Memphis              | Hartplatz (i) | Todd Martin      | 6:72, 4:6     |
| 5.  | 5. März 1995     | Rotterdam            | Teppich (i)   | Richard Krajicek | 6:75, 4:6     |
| 6.  | 17. März 1996    | Indian Wells Masters | Hartplatz     | Michael Chang    | 5:7, 1:6, 1:6 |
| 7.  | 30. August 1998  | Boston               | Hartplatz     | Michael Chang    | 3:6, 4:6      |

### Doppel

#### Turniersiege
| Nr. | Datum              | Turnier              | Belag         | Doppelpartner      | Finalgegner                         | Ergebnis                 |
| --- | ------------------ | -------------------- | ------------- | ------------------ | ----------------------------------- | ------------------------ |
| 1.  | 11. November 1990  | Moskau               | Teppich (i)   | Hendrik Jan Davids | John Fitzgerald Anders Järryd       | 6:4, 7:6                 |
| 2.  | 7. April 1991      | Estoril              | Sand          | Mark Koevermans    | Tom Nijssen Cyril Suk               | 6:3, 6:3                 |
| 3.  | 16. Juni 1991      | Rosmalen             | Rasen         | Hendrik Jan Davids | Richard Krajicek Jan Siemerink      | 6:3, 7:6                 |
| 4.  | 27. Oktober 1991   | Guarujá              | Hartplatz     | Jacco Eltingh      | Bret Garnett Todd Nelson            | 6:3, 7:5                 |
| 5.  | 26. Juli 1992      | Hilversum (1)        | Hartplatz     | Mark Koevermans    | Mårten Renström Mikael Tillström    | 6:7, 6:1, 6:4            |
| 6.  | 30. August 1992    | Schenectady          | Hartplatz     | Jacco Eltingh      | Sergio Casal Emilio Sánchez         | 6:3, 6:4                 |
| 7.  | 10. Januar 1993    | Kuala Lumpur (1)     | Hartplatz     | Jacco Eltingh      | Henrik Holm Bent-Ove Pedersen       | 7:5, 6:3                 |
| 8.  | 9. Mai 1993        | Hamburg Masters      | Sand          | Mark Koevermans    | Grant Connell Patrick Galbraith     | 6:4, 6:7, 7:6            |
| 9.  | 16. Mai 1993       | Rom                  | Sand          | Jacco Eltingh      | Wayne Ferreira Mark Kratzmann       | 6:4, 7:6                 |
| 10. | 1. August 1993     | Hilversum (2)        | Sand          | Jacco Eltingh      | Hendrik Jan Davids Libor Pimek      | 4:6, 6:2, 7:5            |
| 11. | 3. Oktober 1993    | Kuala Lumpur (2)     | Hartplatz (i) | Jacco Eltingh      | Jonas Björkman Lars-Anders Wahlgren | 7:5, 4:6, 7:6            |
| 12. | 14. November 1993  | Moskau (1)           | Teppich (i)   | Jacco Eltingh      | Jonas Björkman Jan Apell            | 6:1, Aufg.               |
| 13. | 28. November 1993  | Johannesburg (1)     | Hartplatz (i) | Jacco Eltingh      | Todd Woodbridge Mark Woodforde      | 7:64, 7:65, 6:4          |
| 14. | 30. Januar 1994    | Australian Open (1)  | Hartplatz     | Jacco Eltingh      | Byron Black Jonathan Stark          | 6:7, 6:3, 6:4, 6:3       |
| 15. | 20. Februar 1994   | Philadelphia (1)     | Teppich (i)   | Jacco Eltingh      | Jim Grabb Jared Palmer              | 6:3, 6:4                 |
| 16. | 20. März 1994      | Miami                | Hartplatz     | Jacco Eltingh      | Mark Knowles Jared Palmer           | 7:6, 7:6                 |
| 17. | 11. September 1994 | US Open              | Hartplatz     | Jacco Eltingh      | Todd Woodbridge Mark Woodforde      | 6:3, 7:6                 |
| 18. | 2. Oktober 1994    | Kuala Lumpur (3)     | Teppich (i)   | Jacco Eltingh      | Nicklas Kulti Lars-Anders Wahlgren  | 6:0, 7:5                 |
| 19. | 9. Oktober 1994    | Sydney Indoor        | Hartplatz (i) | Jacco Eltingh      | Byron Black Jonathan Stark          | 6:4, 7:6                 |
| 20. | 6. November 1994   | Paris (1)            | Teppich (i)   | Jacco Eltingh      | Byron Black Jonathan Stark          | 3:6, 7:6, 7:5            |
| 21. | 13. November 1994  | Moskau (2)           | Teppich       | Jacco Eltingh      | David Adams Andrei Olchowski        | kampflos                 |
| 22. | 30. April 1995     | Monte Carlo (1)      | Sand          | Jacco Eltingh      | Luis Lobo Javier Sánchez            | 6:3, 6:4                 |
| 23. | 11. Juni 1995      | French Open (1)      | Sand          | Jacco Eltingh      | Nicklas Kulti Magnus Larsson        | 6:7, 6:4, 6:1            |
| 24. | 25. Juni 1995      | Halle                | Rasen         | Jacco Eltingh      | Jewgeni Kafelnikow Andrei Olchowski | 6:2, 3:6, 6:3            |
| 25. | 15. Oktober 1995   | Tokio Indoor         | Teppich (i)   | Jacco Eltingh      | Jakob Hlasek Patrick McEnroe        | 7:6, 6:4                 |
| 26. | 29. Oktober 1995   | Essen                | Teppich (i)   | Jacco Eltingh      | Cyril Suk Daniel Vacek              | 7:5, 6:4                 |
| 27. | 12. November 1995  | Stockholm            | Hartplatz (i) | Jacco Eltingh      | Grant Connell Patrick Galbraith     | 3:6, 6:2, 7:6            |
| 28. | 25. August 1996    | Kanada Masters       | Hartplatz (i) | Patrick Galbraith  | Mark Knowles Daniel Nestor          | 7:6, 6:3                 |
| 29. | 20. Oktober 1996   | Toulouse (1)         | Hartplatz (i) | Jacco Eltingh      | Olivier Delaître Guillaume Raoux    | 6:3, 7:5                 |
| 30. | 3. November 1996   | Paris (2)            | Teppich (i)   | Jacco Eltingh      | Jewgeni Kafelnikow Daniel Vacek     | 6:4, 4:6, 7:6            |
| 31. | 5. Januar 1997     | Doha                 | Hartplatz     | Jacco Eltingh      | Patrik Fredriksson Magnus Norman    | 6:3, 6:2                 |
| 32. | 9. März 1997       | Rotterdam (1)        | Teppich (i)   | Jacco Eltingh      | Libor Pimek Byron Talbot            | 7:6, 6:4                 |
| 33. | 22. Juni 1997      | ’s-Hertogenbosch (1) | Rasen         | Jacco Eltingh      | Trevor Kronemann David Macpherson   | 6:4, 7:5                 |
| 34. | 24. August 1997    | Boston (1)           | Hartplatz (i) | Jacco Eltingh      | Dave Randall Jack Waite             | 6:4, 6:2                 |
| 35. | 5. Oktober 1997    | Toulouse (2)         | Hartplatz (i) | Jacco Eltingh      | Jean-Philippe Fleurian Maks Mirny   | 6:3, 7:6                 |
| 36. | 2. November 1997   | Paris (3)            | Teppich (i)   | Jacco Eltingh      | Rick Leach Jonathan Stark           | 6:2, 7:6                 |
| 37. | 1. März 1998       | Philadelphia (2)     | Hartplatz (i) | Jacco Eltingh      | Richey Reneberg David Macpherson    | 7:6, 6:7, 6:2            |
| 38. | 8. März 1998       | Rotterdam (1)        | Teppich (i)   | Jacco Eltingh      | Neil Broad Piet Norval              | 7:6, 6:3                 |
| 39. | 19. April 1998     | Barcelona            | Sand          | Jacco Eltingh      | Ellis Ferreira Rick Leach           | 7:5, 6:0                 |
| 40. | 26. April 1998     | Monte Carlo          | Sand          | Jacco Eltingh      | Todd Woodbridge Mark Woodforde      | 6:4, 6:2                 |
| 41. | 7. Juni 1998       | French Open (1)      | Sand          | Jacco Eltingh      | Mark Knowles Daniel Nestor          | 6:3, 3:6, 6:3            |
| 42. | 5. Juli 1998       | Wimbledon            | Rasen         | Jacco Eltingh      | Todd Woodbridge Mark Woodforde      | 2:6, 6:4, 7:6, 5:7, 10:8 |
| 43. | 8. August 1998     | Amsterdam (3)        | Sand          | Jacco Eltingh      | Dominik Hrbatý Karol Kučera         | 6:3, 6:2                 |
| 44. | 30. August 1998    | Boston (2)           | Hartplatz     | Jacco Eltingh      | Chris Haggard Jack Waite            | 6:3, 6:2                 |
| 45. | 22. November 1998  | Hartford (2)         | Teppich (i)   | Jacco Eltingh      | Mark Knowles Daniel Nestor          | 6:4, 6:2, 7:5            |
| 46. | 18. April 1999     | Barcelona            | Sand          | Jewgeni Kafelnikow | Massimo Bertolini Cristian Brandi   | 7:5, 6:3                 |
| 47. | 8. August 1999     | Amsterdam (4)        | Sand          | Sjeng Schalken     | Devin Bowen Eyal Ran                | 6:3, 6:2                 |
| 48. | 22. August 1999    | Indianapolis         | Hartplatz     | Jared Palmer       | Olivier Delaître Leander Paes       | 6:3, 6:4                 |
| 49. | 22. Oktober 2000   | Shanghai             | Hartplatz     | Sjeng Schalken     | Petr Pála Pavel Vízner              | 6:2, 3:6, 6:4            |
| 50. | 12. November 2000  | Lyon                 | Teppich (i)   | Sandon Stolle      | Ivan Ljubičić Jack Waite            | 6:1, 6:72, 7:67          |
| 51. | 4. Februar 2001    | Mailand              | Teppich (i)   | Sjeng Schalken     | Johan Landsberg Tom Vanhoudt        | 7:65, 7:64               |
| 52. | 24. Juni 2001      | ’s-Hertogenbosch (2) | Rasen         | Sjeng Schalken     | Martin Damm Cyril Suk               | 6:4, 6:4                 |
| 53. | 22. Juli 2001      | Amsterdam (5)        | Sand          | Sjeng Schalken     | Àlex Corretja Luis Lobo             | 6:4, 6:2                 |
| 54. | 9. Juni 2002       | French Open (2)      | Sand          | Jewgeni Kafelnikow | Mark Knowles Daniel Nestor          | 7:5, 6:4                 |

#### Finalteilnahmen
| Nr. | Datum             | Turnier                 | Belag         | Doppelpartner       | Finalgegner                        | Ergebnis              |
| --- | ----------------- | ----------------------- | ------------- | ------------------- | ---------------------------------- | --------------------- |
| 1.  | 30. Juni 1989     | Hilversum (1)           | Sand          | Mark Koevermans     | Tomás Carbonell Diego Pérez        | kampflos              |
| 2.  | 14. Januar 1990   | Auckland                | Hartplatz     | Gilad Bloom         | Kelly Jones Robert Van’t Hof       | 6:7, 0:6              |
| 3.  | 11. März 1990     | Casablanca              | Hartplatz     | Mark Koevermans     | Todd Woodbridge Simon Youl         | 3:6, 1:6              |
| 4.  | 29. Juli 1990     | Hilversum (2)           | Sand          | Mark Koevermans     | Sergio Casal Emilio Sánchez        | 5:7, 5:7              |
| 5.  | 6. Januar 1991    | Adelaide                | Hartplatz     | Mark Koevermans     | Wayne Ferreira Stefan Kruger       | 4:6, 6:4, 4:6         |
| 6.  | 28. April 1991    | Monte Carlo Masters (1) | Sand          | Mark Koevermans     | Luke Jensen Laurie Warder          | 7:5, 6:7, 4:6         |
| 7.  | 1. März 1992      | Rotterdam               | Teppich (i)   | Mark Koevermans     | Marc-Kevin Goellner David Prinosil | 2:6, 7:6, 6:7         |
| 8.  | 21. Juni 1992     | Genua                   | Sand          | Mark Koevermans     | Shelby Cannon Greg Van Emburgh     | 1:6, 1:6              |
| 9.  | 17. Januar 1993   | Jakarta                 | Hartplatz     | Jacco Eltingh       | Diego Nargiso Guillaume Raoux      | 6:7, 7:6, 3:6         |
| 10. | 14. Februar 1993  | Memphis                 | Hartplatz (i) | Jacco Eltingh       | Todd Woodbridge Mark Woodforde     | 5:7, 2:6              |
| 11. | 25. April 1993    | Monte Carlo Masters (2) | Sand          | Mark Koevermans     | Stefan Edberg Petr Korda           | 6:3, 2:6, 6:7         |
| 12. | 24. Oktober 1993  | Peking                  | Teppich (i)   | Jacco Eltingh       | Paul Annacone Doug Flach           | 6:7, 3:6              |
| 13. | 27. Februar 1994  | Rotterdam               | Teppich (i)   | Jacco Eltingh       | Jeremy Bates Jonas Björkman        | 4:6, 1:6              |
| 14. | 24. Juli 1994     | Stuttgart               | Sand          | Jacco Eltingh       | Scott Melville Piet Norval         | 6:7, 5:7              |
| 15. | 21. August 1994   | New Haven               | Hartplatz     | Jacco Eltingh       | Grant Connell Patrick Galbraith    | 4:6, 6:7              |
| 16. | 28. August 1994   | Schenectady             | Hartplatz     | Jacco Eltingh       | Jan Apell Jonas Björkman           | 4:6, 6:7              |
| 17. | 26. Februar 1995  | Philadelphia            | Teppich (i)   | Jacco Eltingh       | Jim Grabb Jonathan Stark           | 6:7, 7:6, 3:6         |
| 18. | 25. November 1995 | Eindhoven               | Teppich (i)   | Jacco Eltingh       | Grant Connell Patrick Galbraith    | 6:7, 6:7, 6:3, 6:7    |
| 19. | 7. Januar 1996    | Doha                    | Hartplatz     | Jacco Eltingh       | Mark Knowles Daniel Nestor         | 6:7, 3:6              |
| 20. | 8. September 1996 | US Open                 | Hartplatz     | Jacco Eltingh       | Todd Woodbridge Mark Woodforde     | 6:4, 6:7, 6:7         |
| 21. | 27. Oktober 1996  | Stuttgart               | Hartplatz (i) | Jacco Eltingh       | Sébastien Lareau Alex O’Brien      | 6:3, 4:6, 3:6         |
| 22. | 25. April 1997    | Sydney (1)              | Sand          | Jan Siemerink       | Luis Lobo Javier Sánchez           | 6:3, 2:6, 6:7         |
| 23. | 27. April 1997    | Monte Carlo             | Sand          | Jacco Eltingh       | Donald Johnson Francisco Montana   | 6:7, 6:2, 6:7         |
| 24. | 6. Juli 1997      | Wimbledon               | Rasen         | Jacco Eltingh       | Todd Woodbridge Mark Woodforde     | 6:7, 6:7, 7:5, 3:6    |
| 25. | 4. Oktober 1998   | Toulouse                | Sand          | Jan Siemerink       | Olivier Delaître Fabrice Santoro   | 2:6, 4:6              |
| 26. | 8. November 1998  | Paris (1)               | Teppich (i)   | Jacco Eltingh       | Mahesh Bhupathi Leander Paes       | 4:6, 2:6              |
| 27. | 17. Januar 1999   | Sydney (2)              | Hartplatz     | Patrick Galbraith   | Sébastien Lareau Daniel Nestor     | 3:6, 4:6              |
| 28. | 9. Mai 1999       | Hamburg                 | Sand          | Jared Palmer        | Wayne Arthurs Andrew Kratzmann     | 6:2, 6:75, 2:6        |
| 29. | 13. Juni 1999     | Halle                   | Rasen         | Jared Palmer        | Jonas Björkman Patrick Rafter      | 3:6, 5:7              |
| 30. | 4. Juli 1999      | Wimbledon               | Rasen         | Jared Palmer        | Mahesh Bhupathi Leander Paes       | 7:610, 3:6, 4:6, 6:74 |
| 31. | 7. November 1999  | Paris (2)               | Teppich (i)   | Jared Palmer        | Sébastien Lareau Alex O’Brien      | 6:77, 5:7             |
| 32. | 20. März 2000     | Indian Wells            | Hartplatz     | Sandon Stolle       | Alex O’Brien Jared Palmer          | 4:6, 6:75             |
| 33. | 24. April 2000    | Monte Carlo             | Sand          | Sandon Stolle       | Wayne Ferreira Jewgewni Kafelnikow | 3:6, 6:2, 1:6         |
| 34. | 1. Mai 2000       | Barcelona               | Sand          | Sandon Stolle       | Nicklas Kulti Mikael Tillström     | 6:7, 3:6              |
| 35. | 12. Juni 2000     | French Open             | Sand          | Sandon Stolle       | Todd Woodbridge Mark Woodforde     | 6:79, 4:6             |
| 36. | 26. Juni 2000     | ’s-Hertogenbosch        | Rasen         | Sandon Stolle       | Martin Damm Cyril Suk              | 4:6, 7:6, 6:7         |
| 37. | 10. Juli 2000     | Wimbledon               | Rasen         | Sandon Stolle       | Todd Woodbridge Mark Woodforde     | 3:6, 4:6, 1:6         |
| 38. | 19. November 2000 | Paris (3)               | Teppich (i)   | Daniel Nestor       | Nicklas Kulti Maks Mirny           | 4:6, 5:7              |
| 39. | 21. April 2002    | Monte Carlo (2)         | Sand          | Jewgewni Kafelnikow | Jonas Björkman Todd Woodbridge     | 3:6, 6:3, 7:10        |
| 40. | 23. Juni 2002     | ’s-Hertogenbosch (2)    | Rasen         | MacPhie             | Martin Damm Cyril Suk              | 6:76, 7:66, 4:6       |
| 41. | 8. Juni 2003      | French Open             | Sand          | Jewgewni Kafelnikow | Bob Bryan Mike Bryan               | 6:73, 3:6             |

### Mixed

#### Finalteilnahmen
| Nr. | Datum        | Turnier     | Belag | Doppelpartnerin | Finalgegner             | Ergebnis      |
| --- | ------------ | ----------- | ----- | --------------- | ----------------------- | ------------- |
| 1.  | 9. Juni 1991 | French Open | Sand  | Caroline Vis    | Helena Suková Cyril Suk | 6:3, 4:6, 1:6 |

## Bilanz

### Doppel
| Turnier1                   | 2003 | 2002 | 2001 | 2000  | 1999  | 1998 | 1997  | 1996  | 1995  | 1994  | 1993  | 1992  | 1991  | 1990  | 1989 | 1988 | Gesamt  |
| -------------------------- | ---- | ---- | ---- | ----- | ----- | ---- | ----- | ----- | ----- | ----- | ----- | ----- | ----- | ----- | ---- | ---- | ------- |
| Australian Open            | –    | –    | –    | –     | VF    | –    | HF    | 3R    | HF    | S     | 3R    | 1R    | 3R    | 2R    | –    | –    | 1       |
| French Open                | F    | S    | –    | F     | 2R    | S    | HF    | 2R    | S     | VF    | 3R    | 1R    | VF    | HF    | 1R   | –    | 3       |
| Wimbledon                  | 3R   | 3R   | –    | F     | F     | S    | F     | 1R    | VF    | VF    | –     | VF    | 3R    | 1R    | –    | –    | 1       |
| US Open                    | –    | 3R   | HF   | VF    | 1R    | –    | 2R    | F     | 3R    | S     | 2R    | VF    | 2R    | 1R    | 1R   | –    | 1       |
| Gewonnene Doppel-Titel     | 0    | 1    | 3    | 2     | 3     | 9    | 6     | 3     | 6     | 8     | 7     | 2     | 3     | 1     | 0    | 0    | 54      |
| Gesamt-Siege/-Niederlagen2 | 10:3 | 20:7 | 23:7 | 47:17 | 41:19 | 52:9 | 62:18 | 50:25 | 62:19 | 66:16 | 59:20 | 36:27 | 42:21 | 29:23 | 8:5  | 0:0  | 607:239 |
| Jahresendposition          | 46   | 22   | 39   | 4     | 5     | 2    | 3     | 6     | 3     | 1     | 4     | 34    | 17    | 34    | 87   | 477  | N/A     |

### Einzel
| Turnier1                   | 1999 | 1998  | 1997  | 1996  | 1995  | 1994  | 1993  | 1992  | 1991  | 1990  | 1989 | 1988 | Gesamt  |
| -------------------------- | ---- | ----- | ----- | ----- | ----- | ----- | ----- | ----- | ----- | ----- | ---- | ---- | ------- |
| Australian Open            | 2R   | –     | 1R    | 1R    | 1R    | 3R    | 1R    | 2R    | 2R    | 1R    | –    | –    | 3R      |
| French Open                | 1R   | 1R    | 1R    | 3R    | 1R    | 3R    | AF    | 1R    | 3R    | 3R    | 3R   | –    | AF      |
| Wimbledon                  | 3R   | 1R    | 3R    | AF    | 2R    | 1R    | 1R    | 2R    | 1R    | 3R    | –    | –    | AF      |
| US Open                    | 2R   | 3R    | 2R    | 3R    | 2R    | 1R    | 2R    | 2R    | VF    | 1R    | AF   | –    | VF      |
| Gewonnene Einzel-Titel     | 0    | 0     | 0     | 0     | 1     | 0     | 0     | 0     | 0     | 0     | 0    | 0    | 1       |
| Gesamt-Siege/-Niederlagen2 | 6:16 | 20:20 | 21:28 | 31:29 | 34:25 | 28:22 | 33:27 | 35:31 | 28:26 | 21:26 | 9:7  | 0:1  | 267:258 |
| Jahresendposition          | 178  | 74    | 70    | 25    | 19    | 37    | 42    | 39    | 37    | 54    | 57   | 462  | N/A     |

Zeichenerklärung: S = Turniersieg; F, HF, VF, AF = Einzug ins Finale / Halbfinale / Viertelfinale / Achtelfinale; 1R, 2R, 3R = Ausscheiden in der 1. / 2. / 3. Hauptrunde bzw. Q1, Q2, Q3 = Ausscheiden in der 1. / 2. / 3. Qualifikationsrunde
1 Turnierresultat in Klammern bedeutet, dass der Spieler das Turnier noch nicht beendet hat; es zeigt seinen aktuellen Turnierstatus an. Nachdem der Spieler das Turnier beendet hat, wird die Klammer entfernt.

2 Stand: Karriereende